# Freitags-Anzeiger
Der Freitags-Anzeiger (Langform Freitags-Anzeiger für Mörfelden-Walldorf und Kelsterbach – Mit den amtlichen Bekanntmachungen der Stadtverwaltungen und Behörden und den kirchlichen Nachrichten) ist eine regionale Wochenzeitung für die Städte Mörfelden-Walldorf und Kelsterbach südwestlich von Frankfurt am Main. Er enthält zugleich die amtlichen Bekanntmachungen dieser Städte. Er erscheint Stand 2024 im 95. Jahrgang. Er ist an lokalen Verkaufsstellen, im Abonnement oder als Online-Version (PDF-E-Paper) erhältlich und wird vom Pressehaus Bintz Verlag herausgegeben und gedruckt.

## Geschichte
Nach Rückrechnung der Jahrgangsnummern ist der Freitags-Anzeiger erstmals 1930 erschienen. Nachgewiesen ist er für die Jahre 1938–1941 (Jahrgangsnummern 9–12), damals unter dem Titel Freitags-Anzeiger für die Gemeinden Walldorf und Mörfelden bei Frankfurt a.M., erschienen beim Treis-Verlag in Walldorf, bevor er nach dem 30. Mai 1941 kriegsbedingt eingestellt wurde. Nach dem Krieg erstmalig wieder nachgewiesen ist er 1954, dann als Freitags-Anzeiger für Walldorf, Mörfelden und Kelsterbach, erschienen bei Treis und Coutandin, er deckte also zusätzlich Kelsterbach ab. Spätestens 1966 kam nochmal Zeppelinheim hinzu (Freitags-Anzeiger für Walldorf, Kelsterbach, Mörfelden und Zeppelinheim : Organ zur Veröffentlichung der amtlichen Bekanntmachungen der Bürgermeistereien und Behörden), zu diesem Zeitpunkt wurde er von der Mörfelder Druck- und Verlagsgesellschaft herausgegeben. Ab Nummer 42/1969 fungierte er unter dem Namen Freitags-Anzeiger für Mörfelden, Walldorf, Kelsterbach und Zeppelinheim : amtliches Organ zur Veröffentlichung der Bekanntmachungen der Bürgermeister und Behörden.
1977 wurde, ausgelöst durch die Fusion von Mörfelden und Walldorf im Rahmen der Gebietsreform in Hessen zu Waldfelden der Name zu Freitags-Anzeiger für Mörfelden-Walldorf, Kelsterbach und Zeppelinheim / Waldfelden : amtliches Organ zur Veröffentlichung der Bekanntmachungen der Bürgermeister und Behörden geändert. Nur ein Jahr später, mit der Umbenennung von Waldfelden zu Mörfelden-Walldorf entstand der heutige Name Freitags-Anzeiger für Mörfelden-Walldorf und Kelsterbach : mit den amtlichen Bekanntmachungen der Stadtverwaltungen und Behörden und den kirchlichen Nachrichten – Zeppelinheim war im Zuge der Gebietsreform zu Neu-Isenburg im Landkreis Offenbach gekommen. Bis zur Ausgabe vom 30. August 2018 war die MDV Mönchhof Druck und Verlagsgesellschaft der herausgebende Verlag, ab 6. September 2018 ging der Freitags-Anzeiger an das Pressehaus Bintz Verlag über.
Seit der Ausgabe 01/2002 gibt es die Online-Ausgabe als E-Paper.

## Trivia
Im Jahr 2000 veröffentlichte Frank Jung die 24 besten Glossen aus dem Freitags-Anzeiger.